# Nicholas Ridley
Ne doit pas être confondu avec l'homme politique britannique du XXe siècle Nicholas Ridley.
Pour les articles homonymes, voir Ridley.
Nicholas Ridley (né au début du XVIe siècle, mort le 16 octobre 1555 à Oxford) est un théologien anglais. L'une des grandes figures du martyrologe protestant, il compte au nombre des victimes de la liberté de penser.

## Biographie
Il naît à Willymondswyke, dans le Northumberland, au sein d'une famille notable de la région de Tynedale. Grâce à la générosité de son oncle, Robert Ridley, il peut étudier au collège de Pembroke à Cambridge, où il passe sa maîtrise en 1525. Peu après, il reçoit les ordres. Il part pour Paris, où il parfait ses études à la Sorbonne. Ensuite, il séjourne à Louvain.
À son retour en Angleterre, il s'installe à Cambridge, où il étudie les textes bibliques. Il est bientôt nommé procurateur de l'université de Cambridge, où il participe au débat sur la suprématie du pape. Spécialiste des écritures, il persuade l'université d'adopter la résolution suivante : That the Bishop of Rome had no more authority and jurisdiction derived to him from God, in this kingdom of England, than any other foreign bishop. (L'évêque de Rome n'a pas plus d'autorité ni de juridiction sur le royaume d'Angleterre qu'un quelconque évêque étranger). Ses qualités attirent l'attention de Thomas Cranmer, archevêque de Cantorbéry, qui en fait son chapelain et le nomme responsable d'une cure à Herne, dans le Kent, où il prêche contre l'acte des six articles.
En 1548, il aide Cranmer à compiler le premier Livre de la prière commune et, en 1549, il est l'un des commissaires qui enquêtent sur les évêques Stephen Gardiner et Edmund Bonner. Il considère qu'ils doivent être démis de leurs fonctions. Les conservateurs en place sont démis de leurs fonctions et remplacés par des réformateurs.
En 1540, il devient l'un des chapelains du roi et reçoit une prébende qui lui procure un siège à la cathédrale de Cantorbéry. Il est également nommé maître du collège de Pembroke, à Cambridge.
En 1549-50, il succède à l'évêque de Rochester. Pour commémorer la cène, il fait rapidement remplacer les autels de son diocèse par de simples tables. En 1550, il devient évêque de Londres.

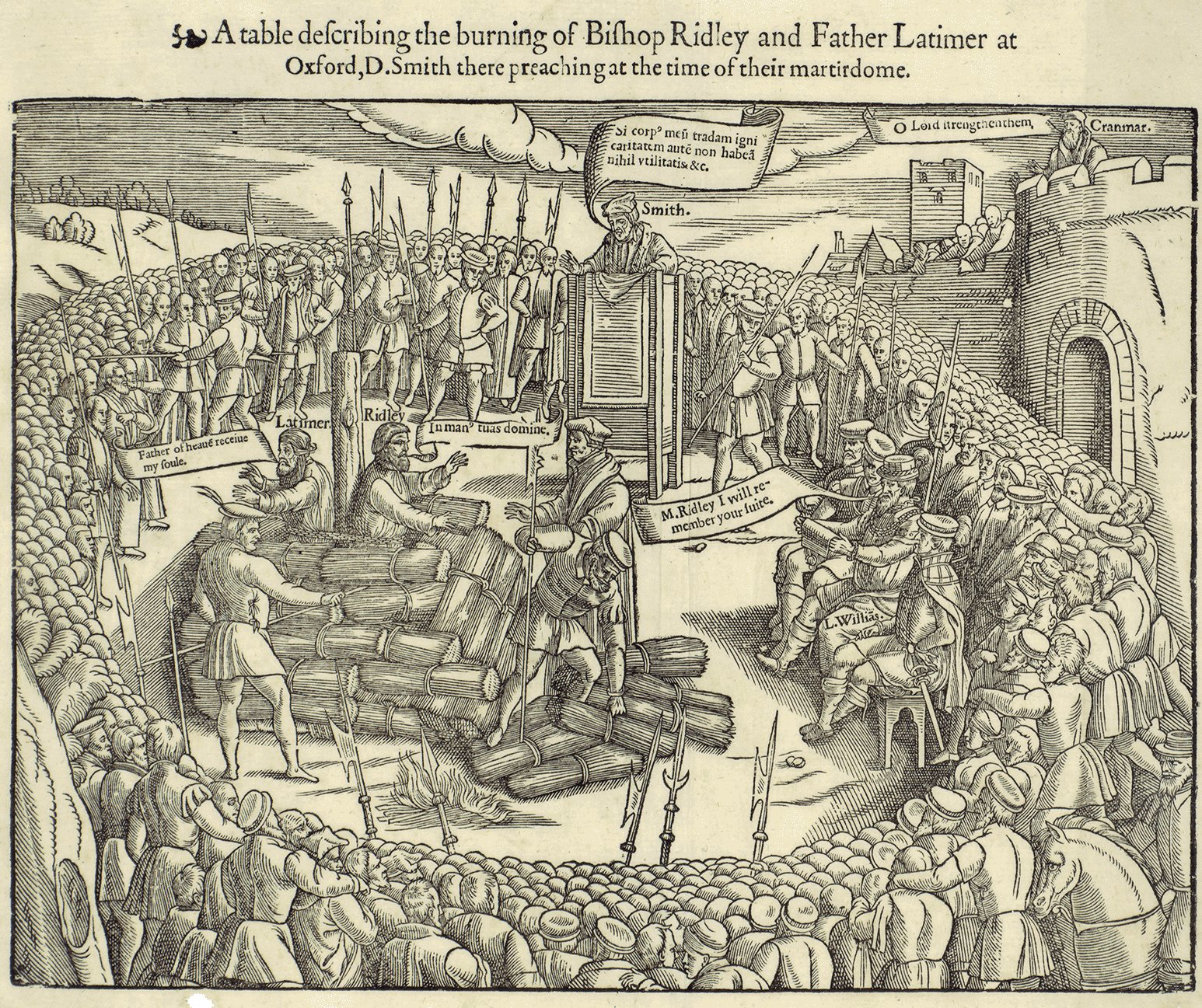
Exécution de Latimer et Ridley, Actes and Monuments, John Foxe (1563)

### Controverse
En 1550, il se fait connaître lors de la controverse des vêtements déclenchée par John Hooper. Ce dernier refuse de recevoir l'ordination en vêtements sacerdotaux et même de confesser sa foi en tous les saints. Pourtant lui-même engagé dans la Réforme, Ridley n’accepte pas cette rébellion. Le Roi et son Conseil déclarent l’affaire « indifférente ». Mais Ridley parvient à retourner le Conseil en sa faveur. En 1551, Hooper est arrêté puis se soumet. Ordonné évêque de Gloucester, il prêche devant le roi en habits sacerdotaux.
Mais ce sont les catholiques qui provoquent la perte de Ridley. À la mort d’Édouard VI, il défend le testament du roi défunt et la succession de Jeanne Grey. Quand Marie la Catholique accède au trône, elle le fait arrêter avec les partisans de Jane Grey ; son procès pour hérésie servira de prétexte à leur élimination.
Le dimanche 16 octobre 1555, il monte sur le bûcher à Oxford en compagnie de Hugh Latimer. Les témoins rapportent que si Latimer meurt rapidement, par contre l'agonie du malheureux Ridley est longue et douloureuse : le vent ayant tourné, seules ses jambes se consument et le bourreau doit jeter de la poudre à canon dans le brasier.
John Foxe affirme que Latimer aurait ainsi réconforté son compagnon :
« Be of good comfort, Master Ridley, and play the man; we shall this day light such a candle, by God's grace, in England, as I trust shall never be put out. ». Cette phrase, dont l'authenticité n'est pas assurée, est reprise dans Fahrenheit 451 de Ray Bradbury

## Mémoire
- À Oxford, une croix de métal indique le lieu de son supplice, également commémoré par un monument aux martyrs tout proche.
- Sa mort est évoquée dans le roman Fahrenheit 451 de Ray Bradbury.
- Ridley College, une école préparatoire privée, près de Saint Catharines en Ontario, fut fondée à la mémoire de Ridley en 1889.
- Il existe aussi un Collège Ridley à Melbourne.